# 刘光子
刘光子（1921年—1997年），内蒙古杭锦后旗人，中国人民解放军人物。

## 生平
1948年参加中国人民解放军，担任第六十三军一八七师五六一团二连战士。1952年，加入中国共产党。在朝鲜战争第五次战役空防洞北山战斗中，俘获英军29旅的士兵63人。获朝鲜民主主义人民共和国二级战士荣誉勋章。1952年6月，中国人民志愿军领导机关授予他“二级孤胆英雄”称号，并记一等功。